# Jaroslav Bílý (překladatel)
Jaroslav Bílý (1. dubna 1917, Plzeň – 8. dubna 1989, Praha) byl český překladatel, dramaturg a prozaik. Byl všestranně jazykově vzdělaný, překládal z angličtiny, francouzštiny, italštiny, němčiny a ruštiny.

## Život
Dokončení studia na Právnické fakultě Univerzity Karlovy mu znemožnila německá okupace Čech, Moravy a Slezska. Vyučil se obuvníkem, za okupace strávil několik let ve vězení za odboj proti nacistům.
Byl všestranně jazykově vzdělaný a překladatelské činnosti se věnoval ve svobodném povolání. V letech 1960-1972 působil jako dramaturg v Divadla na Vinohradech v Praze, pro jehož potřeby nově přeložil Shakespearova Hamleta, Molièrova Lakomce a Goethova Fausta. Po odchodu do důchodu spolupracoval s dalšími českými divadly a dále překládal, patřil však k politicky nepohodlným osobám a musel své překlady vydávat i pod jinými jmény.
Roku 1989 (měsíc před smrtí) dokončil svůj psychologický román s prvky fantastiky Zostření paměti po úrazu vydaný v tom samém roce v samizdatové edici Expedice (knižně vyšel až roku 1993).

## Překlady (výběr)

### Překlady z angličtiny
- 1948 - Gordon Kahn: Hollywood před soudem.
- 1948 - Ferdinand Lundberg: 60 rodin, které vládnou Americe.
- 1949 - Jack London: Železná pata.
- 1951 - Howard Fast: Literatura a skutečnost , společně s Zdeňkem Kirschnerem.
- 1967 - George Bernard Shaw: Domy pana Sartoria.
- 1969 - Maxwell Anderson: Vím, že nic nevím.
- 1973 - Eugene O'Neill: Měsíc pro smolaře.
- 1976 - William Shakespeare: Hamlet.
- 1979 - Philip Massinger: Nový způsob jak splácet staré dluhy

### Překlady z francouzštiny
- 1971 - Molière: Lakomec

### Překlady z italštiny
- 1966 - Luigi Pirandello: Člověk, zvíře a ctnost, společně s Zdeňkěm Digrinem.

### Překlady z němčiny
- 1948 - Bedřich Engels: Původ rodiny, soukromého vlastnictví a státu, společně s Pavlem Levitem.
- 1950 - Karel Marx: Vybrané spisy ve dvou svazcích, spolupřekladatel.
- 1951 - Karel Marx a Bedřich Engels: O umění a literatuře-
- 1951 - Karel Marx a Bedřich Engels: O historickém materialismu, společně s Ladislavem Štollem.
- 1952 - Karel Marx a Bedřich Engels: Německo v předvečer revoluce 1848, společně s Ladislavem Štollem.
- 1955 - Karl Grünberg: Ruhr v plamenech.
- 1959 - Ernst Theodor Amadeus Hoffmann: Fantastické povídky.
- 1960 - Karlludwig Opitz: V tornistře - maršálskou hůl!
- 1962 - Karlludwig Opitz: Jakýpak zázrak .
- 1968 - Ernst Theodor Amadeus Hoffmann: Mistr Blecha!.
- 1970 - Theodor Fontane: Stina (jako Jarmila Fromková).
- 1970 - Johann Wolfgang von Goethe: Faust
- 1979 - Johann Wolfgang von Goethe:Urfaust.
- 1980 - Friedrich Schiller: Marie Stuartovna.

### Překlady z ruštiny
- 1962 - Michail Šatrov: Synkopy pro trumpetu, společně s Josefem Balvínem.
- 1975 - Dias Valejev: Pokračování.
- 1985 - Škola pro dospělé, soubor povídek, spolupřekladatel.

## Vlastní dílo
- Zostření paměti po úrazu (1989 v samizdatu, 1993 knižně), psychologický román s prvky fantastiky. Děj románu začíná v roce 1973 za normalizace, která postihuje i hlavního hrdinu, zaměstnance jednoho podniku zahraničního obchodu. Ten v roce 1940 utrpěl úraz hlavy a čas od času se ocitá v jiném časovém období svého života, než právě žije. Na události těchto období pohlíží vždy z jiného úhlu a kriticky. Nejvíce jej poznamenal výslech na gestapu a jednání s STB, která jej nutila ke spolupráci. Ideály hrdiny románu z mládí a z dalších dob jsou tak konfrontovány s realitou jeho současného života.